# Butheoloides grosseri
Espèce
Butheoloides grosseri est une espèce de scorpions de la famille des Buthidae.

## Distribution
Cette espèce est endémique d'Ouganda. Elle se rencontre dans le district de Kapchorwa.

## Description
La femelle holotype mesure 23,65 mm.

## Étymologie
Cette espèce est nommée en l'honneur de Walter Grosser.

## Publication originale
- Kovařík, 2016 : « Butheoloides grosseri sp. n. (Scorpiones: Buthidae) from Uganda. » Euscorpius, no 230, p. 1-6 (texte intégral).